# Begues
Pour les articles homonymes, voir Bègues.
Begues est une commune de la province de Barcelone, en Catalogne, en Espagne, de la comarque de Baix Llobregat.

## Géographie
Commune située dans l'aire métropolitaine de Barcelone dans l'Est de l'Espagne, elle est à 8 km de la mer Méditerranée et à 31 km à l'ouest de Barcelone.